# 成都铁路运输中级法院
30°44′54″N 103°59′33″E / 30.74844°N 103.99256°E
成都铁路运输中级法院是中华人民共和国四川省的铁路运输中级法院。

## 沿革
1980年8月，成都铁路运输中级法院成立，于1982年5月1日开始正式办案。

## 机构设置

### 审判机构
- 立案庭
- 刑事审判第一庭
- 刑事审判第二庭
- 民事审判庭
- 审判监督庭
- 执行局

### 其他机构
- 研究室
- 办公室
- 政治部
- 法警支队
- 行政装备处
- 纪检组

## 历任院长
- 蔡瑜（？－）

## 对应铁路运输基层法院
- 成都铁路运输法院
- 重庆铁路运输法院
- 贵阳铁路运输法院
- 西昌铁路运输法院